# Schloss Niedernondorf

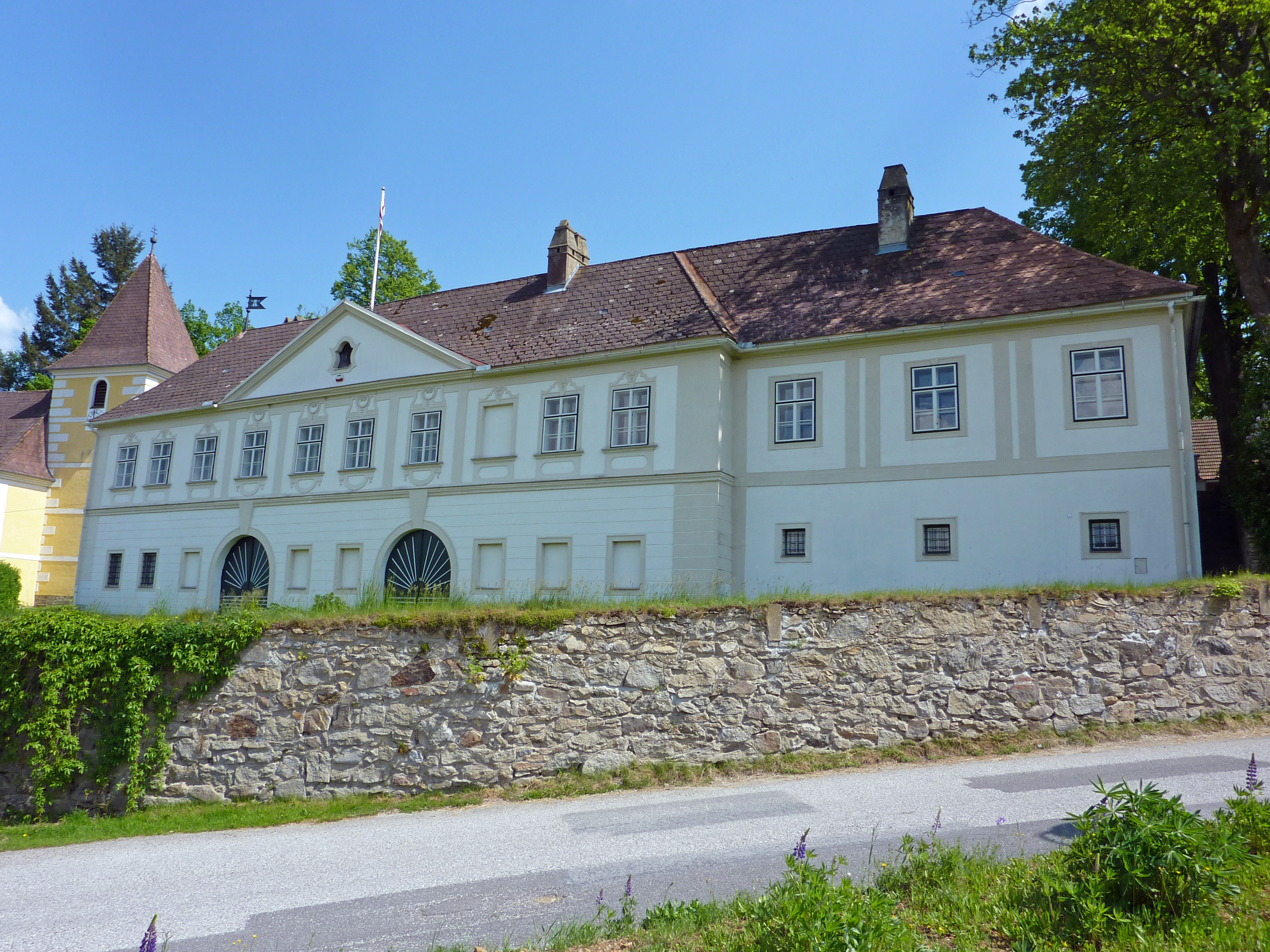
Schloss Niedernondorf

Das Schloss Niedernondorf ist ein Renaissance-Schloss in der gleichnamigen Katastralgemeinde Niedernondorf in Waldhausen (Niederösterreich).

## Geschichte
Der Ort Niedernondorf wurde im 1292 zum ersten Mal urkundlich erwähnt, das Schloss selbst aber erst am Ende des 15. Jahrhunderts. Im Dreißigjährigen Krieg wurde das Schloss 1622 von kaiserlichen Truppen niedergebrannt, aber bald wieder aufgebaut und neu eingerichtet. 1655 wird es im Gültbuch als einstöckiger Bau mit Torturm geschildert, so wie Vischer es auf seiner Topografie um 1672 zeigt. 1872 gelangte das Schloss in den Besitz der Familie Thurn-Valsassina.

## Schlossherren seit dem 15. Jahrhundert
- Heinrich Gayspitz (1491–1496)
- Johann Freytager (1496–1546)
- Johann Freiherr von Karling (1546–1558)
- Joachim von Lagelberg (1558–1590)
- Leopold Freiherr von Lagelberg (1590–1613)
- Georg Christoph Freiherr von Lagelberg (1613–1647), Sohn des Vorigen, ohne Sukzession
- die Vetter Rudolph, Adam Sigmund und Hieronymus Freiherren von Lagelberg (1647–1653)
- Adam Sigmund Freiherr von Lagelberg (1653–1658), durch Einantwortung
- Franz Adam Freiherr von Lagelberg (1658–), Sohn des Vorigen
- Franz Joseph Freiherr von Lagelberg (–166?), Sohn des Vorigen
- Susanna Katharina Freifrau von Pollheim (–1669)
- Ferdinand Ernst Graf von Abensperg und Traun (1669–1692)
- Margaretha Gräfin Stratmann-Bouquoy,  geb. Gräfin von Abensperg-Traun (1692–1717), Schwester des Vorigen
- Otto Ehrenreich Graf von Abensperg und Traun (1717–1722), Erbe der Vorigen
- Johann Adam Graf von Abensperg und Traun (1722–1726)
- Karl Joseph Graf von Lamberg-Sprinzenstein (1726–1739)
- Johann Graf von Khevenhüller (1739–1740)
- Ferdinand Franz von Thomasis (1740–1779)
- Heinrich Franz de Paula Graf von Khevenhüller (1779–1792)
- Guido Joseph Graf von Sprinzenstein (1792–1793), renovierte das Schloss
- Karoline Gräfin Sprinzenstein, geb. Gräfin Grundemann von Falkenberg (1793–1798), Witwe des Vorigen
- Wilhelma Heeremann Gräfin von Wimpffen, geb. Gräfin Dyhrn von Urschkau (1798–1802), Herrin auf Schloss Edenkoben in Rheinland-Pfalz
- Maria Aloisia Gräfin von Spindler, geb. Gräfin von Füger (1802–1804), Herrin auf Schloss Irnharting in Oberösterreich
- Emanuel Freiherr von Bartenstein (1804–1807)
- Jakob Herzog von Corrigliano, Fürst von St. Mauro (1807–1817)
- Johann und Christoph Freiherren von Bartenstein (1817–1819), Niedernondorf vereint mit Rastenberg
- Johann Baptist Freiherr von Bartenstein (1819–1838)
- Karl Freiherr von Bartenstein (1838–1847), Sohn des Vorigen, Aussterben der Familie von Bartenstein
- Georg Friedrich Graf von Thurn-Valsassina-Como-Vercelli (–1879)
- Franz Johann  Graf von Thurn-Valsassina-Como-Vercelli (1879–1939)
- Elsa Gräfin Thurn von Valsassina-Como-Vercelli (1940–1974)
- Philipp Graf von Thurn-Valsassina-Como-Vercelli (1974–1988)